# المجمع الفاتيكاني الأول
المجمع الفاتيكاني الأول هو مجمع كنسي كاثوليكي يعتبر بحسب الكنيسة الكاثوليكية المجمع المسكوني العشرون، عقد بدعوة من البابا بيوس التاسع بين عامي 1869 و1870. كان هدفه معالجة مشاكل معاصرة كانت الكنيسة تعيشها حينها في أوروبا. تطرق المجمع للصلة ما بين المنطق والإيمان، وأدان العقلانية والإيمانية، كما اجتهد في مهاجمه ونقد العصرنة. وخلال هذا المجمع صيغت عقيدة العصمة البابوية الكاثوليكية في الدستور المجمعي الصادر بتاريخ 18 يوليو/تموز 1870، وبسبب رفضهم لهذا الدستور غادر بعض الأساقفة المعارضون روما لكي لا يصوتوا عليه. بتاريخ 20 سبتمبر/أيلول 1870 استولت مملكة إيطاليا على روما وضمتها إليها، وبعد شهر واحد بتاريخ 20 أكتوبر/تشرين الأول علق بيوس التاسع المجمع لأجل غير مسمى في الوقت الذي لم ينجح فيه إلا في خوض جزء بسيط من جدول الأعمال المقرر. رفضت مجموعة من الكاثوليك في ألمانيا والمناطق المجاورة لها مقررات المجمع وكتعبير عن احتجاجهم عزلوا أنفسهم عن الكنيسة الكاثوليكية وشكلوا الكنيسة الكاثوليكية القديمة.

## انعقاد المجمع وجدول الأعمال
حضر المجمع قرابة الـ 800 أسقف ورجل دين مؤهلين للتصويت، نصفهم يمثلون أبرشيات أوروبية وغالبية البقية مرسلون أوربيون من الخارج، وكانت حصة الأمريكيتين مئة ممثل كما حضر كذلك مدعوون من الكنائس الأرثوذكسية والبروتستانتية. تأخرت تحضيرات المجمع على الرغم من الإعلان عنه عام 1964، وكانت كتابات بيوس التاسع في Syllabus of Errors العائدة لعام 1864 هي الأساس لجدول أعمال المجمع الفاتيكاني الأول. ترأس كاردينالات معينون من البابا بشكل صارم سير الجلسات والنقاشات. بحثت قضايا كثيرة ولكن لم تعط حلول لمعظمها، مثل قرار تبني منهاج عالمي للتعليم الديني وقواعد تهذيبية للقساوسة. جمعت تعليقات مكتوبة على مسودة مقترحة تتعلق بطبيعة الكنيسة، ولكن لم تتم مناقشة الموضوع حينها أبداً.

## مواضيع ذات صلة
- العصمة البابوية
- المجمع الفاتيكاني الثاني